# Bala Garba
Bala Garba, född 9 augusti 1974, är en nigeriansk före detta fotbollsspelare. År 2003 spelade han i Sverige för GIF Sundsvall där han gjorde fem mål på 11 matcher.